# ده‌باد علیا
ده‌باد علیا، روستایی از توابع بخش چنارود شهرستان چادگان در استان اصفهان ایران

## جمعیت
این روستا در دهستان چنارودجنوبی قرار دارد و براساس سرشماری مرکز آمار ایران در سال ۱۳۸۵، جمعیت آن ۱۵۹ نفر (۳۷خانوار) بوده‌است.